# Vicente Guerrero
Vicente Ramón Guerrero Saldaña (tiếng Tây Ban Nha: [bisente ramoŋ ɡereɾo saldaɲa], ngày 10 tháng 8 năm 1782 - ngày 14 tháng 2 năm 1831) là một trong những vị tướng cách mạng hàng đầu của Chiến tranh giành độc lập ở Mê-hi-cô. Ông đã chiến đấu chống lại Tây Ban Nha để giành độc lập vào đầu thế kỷ 19, và sau đó phục vụ như là Tổng thống Mexico, lên nắm quyền trong một cuộc đảo chính. Ông là người Afro-Mestizo và người Philippin, đã bảo vệ sự nghiệp của người dân Mexico và bãi bỏ chế độ nô lệ trong nhiệm kỳ ngắn làm tổng thống. Cuộc hành quyết năm 1831 của chính phủ bảo thủ đã lật đổ ông vào năm 1829 là một cú sốc đối với quốc gia.
Guerrero sinh ra ở Tixtla, một thị trấn nội địa cách 100 km từ cảng Acapulco, ở Sierra Madre del Sur; Cha mẹ của ông là María de Guadalupe Saldaña, người gốc Phi Phi và Pedro Guerrero, một người Mestizo. Guerrero cao và mạnh mẽ, và tối tăm, và đôi khi ông được gọi là El Negro. Khu vực nơi anh lớn lên có một nhóm người bản địa rộng lớn, và khi còn là thanh niên, anh ta đã quen thuộc với tiếng địa phương hơn tiếng Tây Ban Nha. Gia đình của cha ông bao gồm các chủ đất, nông dân giàu có và các thương gia có mối liên hệ kinh doanh rộng rãi ở phía nam, các thành viên của lực lượng dân quân Tây Ban Nha và các tay súng và pháo. Trong thời thơ ấu, ông làm việc kinh doanh vận tải hàng hóa của cha ông. Chuyến đi của ông đã đưa ông đến các vùng khác nhau của Mexico, nơi ông nghe nói về những ý tưởng độc lập.